# Record Report
Record Report est un classement hebdomadaire de musique au Venezuela. Fondé en 1990, il classe les chansons en fonction de leur diffusion.
En 2005, la loi sur la responsabilité sociale de la radio et de la télévision a imposé aux stations de radio d'inclure obligatoirement de la musique vénézuélienne (traditionnelle et populaire) dans leur programmation. Avant l'adoption de cette loi, la musique pouvant être diffusée par les stations de radio vénézuéliennes n'était pas limitée par le genre.
Le tableau présente publiquement le Top 20, la liste complète étant accessible aux abonnés. Les palmarès proposés sont le Top 100, le Top Tradicional, le Top Latino, le Top Salsa, le Pop Rock Nacional et le Pop Rock General.